# Kamrersbostaden
Kamrersbostaden är en byggnad i Motala, uppförd 1841 för kamreren på Motala Verkstad. Byggnaden blev senare ingenjörsbostad. Mot slutet av 1980 började Motala kommun att bedriva förskoleverksamhet i byggnaden.